# Macecha (Krušné hory)
Macecha (1114 m n. m.) je plochá hora v Krušných horách, po Klínovci (východní vrcholové partie) druhá nejvyšší hora Ústeckého kraje. Nachází se na území Loučné pod Klínovcem v okrese Chomutov, 1,5 km jižně od Háje, mezi Klínovcem a Meluzínou. Vrchol je zalesněný převážně smrkovým lesem a na rozdíl od sousední Meluzíny je zcela bez výhledu. Částečné výhledy umožňují dvě louky na jižním svahu a dosud nízký les na východním svahu.

## Historie
Původní německý název vrcholu byl Stiefmütterberg. V minulosti se používal také název Malý Klínovec a jméno Macecha zavedl až okresní názvotvorný výbor v roce 1976 jako překlad německého názvu.

## Okolí
Necelý kilometr severozápadně od vrcholu je dolní stanice sedačkové lanovky na Klínovec, který se tyčí necelé dva kilometry západně od Macechy a na jehož jihovýchodním svahu se nachází nejvyšší bod Ústeckého kraje (1225 m n. m., vrchol ve výšce 1244 m n. m. se již nachází na území Karlovarského kraje). Asi 1,5 km jihovýchodně se rozkládá výrazný skalnatý vrchol Meluzíny, nejdivočejší krušnohorské tisícovky. Její vrcholová plošina je dosud odlesněná a poskytuje vynikající kruhové výhledy, mj. právě na Macechu. Přibližně kilometr severovýchodním směrem leží přírodní rezervace Horská louka u Háje.

## Přístup
Na vrchol nevede žádná značená cesta. Nejlépe přístupný je ze silnice mezi Božím Darem a Měděncem, která Macechu obchází ze severu a kterou kopírují i červeně a zeleně značené turistické cesty a také cyklostezka č. 23 a 3002. Od rozcestí Selský les odbočuje z této silnice k jihu neznačená cesta, která po necelém kilometru dojde přímo na vrchol.